# Boss' Life
Boss' Life è il quarto ed ultimo singolo di Snoop Dogg ad essere estratto dal suo ottavo album Tha Blue Carpet Treatment. La canzone originariamente figura Akon, 	
ma, a causa di questioni relative all'etichetta, la parte di Akon è stata sostituita da nuovi versi cantata da Nate Dogg, nella versione su singolo. Il testo di Snoop Dogg è stato scritto insieme a The D.O.C., ed utilizza un campionamento di If Tomorrow Never Comes dei The Controllers.

## Il video
Il video prodotto per Boss' Life è stato trasmesso per la prima volta il 21 marzo 2007, e mostra Snoop Dogg in una lussuosa villa, circondato da numerose ragazze. Il video finisce con una nuvola di fumo che forma la scritta "Tha Blue Carpet Treatment", il nome dell'album da cui è stato tratto il singolo. La regia del video è di Anthony Mandler.

## Classifiche
| Classifica (2007) | Posizione più alta |
| ----------------- | ------------------ |
| Stati Uniti       | 75                 |

## Remix
Un remix ufficiale, con versi addizionali di JT the Bigga Figga è stato reso disponibile sia sul sito MySpace del rapper, che su quello di Snoop Dogg.